# McDonald (Ohio)
McDonald es una villa ubicada en el condado de Trumbull en el estado estadounidense de Ohio. En el Censo de 2010 tenía una población de 3263 habitantes y una densidad poblacional de 746,36 personas por km².

## Geografía
McDonald se encuentra ubicada en las coordenadas 41°9′48″N 80°43′23″O / 41.16333, -80.72306. Según la Oficina del Censo de los Estados Unidos, McDonald tiene una superficie total de 4.37 km², de la cual 4.37 km² corresponden a tierra firme y (0%) 0 km² es agua.

## Demografía
Según el censo de 2010, había 3263 personas residiendo en McDonald. La densidad de población era de 746,36 hab./km². De los 3263 habitantes, McDonald estaba compuesto por el 97.3% blancos, el 1.1% eran afroamericanos, el 0.15% eran amerindios, el 0.21% eran asiáticos, el 0% eran isleños del Pacífico, el 0.12% eran de otras razas y el 1.1% pertenecían a dos o más razas. Del total de la población el 1.5% eran hispanos o latinos de cualquier raza.